# Jan Feliks Charlewski
Jan Feliks Charlewski (ur. 12 maja 1894 w Ustrobnej, zm. 29 grudnia 1918 na Persenkówce) – podporucznik Wojska Polskiego, działacz niepodległościowy.

## Życiorys
Urodził się 12 maja 1894 w Ustrobnej, w rodzinie Władysława. Kształcił się w Krakowie. Tam 26 lutego 1918 zdał eksternistycznie egzamin dojrzałości w C. K. II Wyższej Szkole Realnej.
Po wybuchu I wojny światowej w sierpniu 1914 został żołnierzem Legionów Polskich był żołnierzem 2 pułku piechoty w składzie I Brygady. Uczestniczył w działaniach zbrojnych podczas kampanii karpackiej. Po otrzymaniu ran przebywał na leczeniu w Krakowie. Następnie został powołany do służby w armii austriackiej. Formalnie był wojskowym C. K. Obrony Krajowej z przydziałem do 18 pułku piechoty. Został absolwentem szkoły oficerskiej ukończył szkołę oficerską w Bazin. Został mianowany chorążym w rezerwie piechoty z dniem 1 października 1916. Został skierowany do walk na froncie rosyjskim, gdzie otrzymał ciężkie rany. Po kilku miesiącach powrócił do Krakowa. Do 1918 pozostawał przydzielony do przemianowanego pułku strzelców nr 18.
W 1918 otrzymał urlop celem podjęcia wzgl. dokończenia studiów na Politechnice Lwowskiej. Od 6 listopada 1918 w stopniu chorążego brał udział w obronie Lwowa podczas wojny polsko-ukraińskiej. Został ranny w walkach ulicznych. Po rekonwalescencji powrócił do służby. Awansował na podporucznika. Pod koniec roku wyruszył na Persenkówkę, gdzie poległ 29 grudnia 1918. Jego ciała nie odnaleziono.

## Upamiętnienie
Nazwisko Jana Feliksa Charlewskiego zostało wymienione na tablicy czci poległych w dniach 27-30 XII 1918, umieszczonej na odsłoniętym w 1925 Pomniku Obrońców Lwowa na Persenkówce.
Zarządzeniem prezydenta RP Ignacego Mościckiego z 22 kwietnia 1938 został odznaczony Krzyżem Niepodległości za pracę w dziele odzyskania niepodległości.